# François-Joseph Double

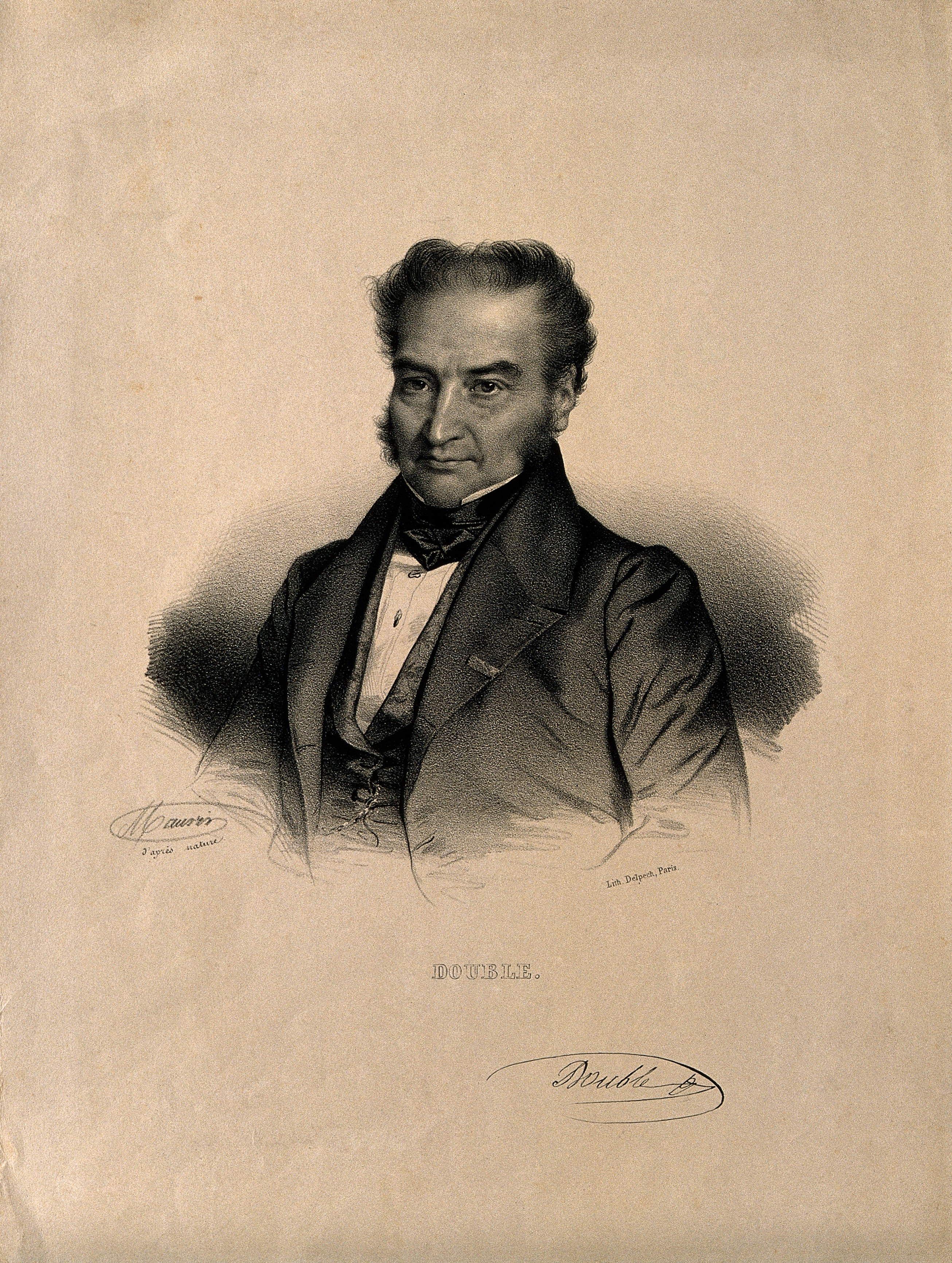
François-Joseph Double

François-Joseph Double (Verdun-sur-Garonne, 6 maart 1776 - Parijs, 7 juni 1842) was een Frans arts.

## Levensloop
Als leerling-apotheker nam Double dienst in het revolutionaire Armée des Pyrénées dat in 1792 werd gevormd om te strijden tegen Spanje. Als officier de santé voerde hij medische handelingen uit, echter zonder diploma van arts. Na zijn demobilisatie trok hij naar de universiteit van Montpellier om geneeskunde te studeren. Na het behalen van zijn diploma trok Double in november 1800 naar Parijs. Jean Sédillot nam hem in dienst als journalist bij het medisch blad Journal Général de Médecine. Double begon ook een artsenpraktijk, maar uit economische noodzaak trad hij in dienst van een Poolse familie als lijfarts. In 1808 won hij een wedstrijd uitgeschreven door Napoleon over de behandeling van kroep.
Bij de stichting van de Académie de médecine onder Lodewijk XVIII van Frankrijk werd Double door Antoine Portal uitgenodigd als stichtend lid. Binnen de academie deed Double onderzoek naar epidemieën zoals cholera. Later werd hij voorzitter van de Académie de médecine. Hij werd ook verkozen in de Académie des sciences in 1832 als opvolger van Portal.
Double was een veelgevraagd arts in Parijs. Hij stierf in 1842 in de tuin van het ministerie van Oorlog, waar hij minister Jean-de-Dieu Soult had behandeld. Hij werd begraven op de begraafplaats Père Lachaise.

## Werken
- Sémiologie générale ou Traité des signes et de leur valeur dans les maladies, een werk in drie delen.